# Трота из Салерна
Трота из Салерна (пишесе и Трокта) је била лекар и писац у јужном италијанском приморском граду Салерну, која је живела у раним или средњим деценијама 12. века. Њена слава се проширила до Француске и Енглеске у 12. и 13. веку. Латински текст који је сакупио неке од њених терапија уграђен је у скуп расправа о женској медицини који је постао познат као Тротула, „мала књига (названа) "Тротула". Постепено, читаоци су постали несвесни да је ово дело три различита аутора. Такође су били несвесни имена историјског писца, које је било "Трота", а не "Тротула". Тротула је од тада погрешно схваћено као аутор читавог компендијума. Ове заблуде о ауторки Тротуле допринеле су брисању или модификовању њеног имена, пола, степена образовања, медицинског знања или временског периода у коме су текстови писани; овај тренд је често био резултат пристрасности каснијих научника. Тротино аутентично дело (укључујући збирку њених лекова, познато као Практична медицина према Троти) било је заборављено све док није поново откривено крајем 20. века.

## Образовање
Трота из Салерна школовала се на Медицинском факултету у Салерну, првој медицинској школи на свету. Тамо је постала висококвалификовани лекар који се специјализовао за женски репродуктивни систем и порођај. У суштини, постала је први гинеколог на свету, а касније и професор у школи, добивши надимак Magistra Medicinae. Као професор, своје знање као гинеколог пренела је својим ученицима што им је омогућило да унапреде третман здравља жена у западном свету.

## Одвајање Троте од "Тротуле"
„Трота” или „Трокта” су једини облици овог уобичајеног женског имена који се налазе у изворима у Салерну из 12. века; „Тротула“, насупрот томе, никада није документовано као женско име. У каснијем 12. веку, део дела повезаних са историјским лекаром, Тротом из Салерна, De curis mulierum („О третманима за жене“), био је подведен у зборник три различита дела о женској медицини од три различита аутора. Пошто је Тротино дело било једино од три које је носило ауторско име, она је сматрана заслужна за цео ансамбл, који је првобитно назван насловом Тротула, „мало (дело) Троте“. Како је ансамбл почео да кружи ван јужне Италије, наслов „Тротула” је убрзо погрешно схваћен као име аутора, а „Тротула” је постала једини аутор сва три текста у скупу Тротула.
Шта год да је Тротина слава преживела после 12. века, изгледа да је спојена са текстуалном личношћу „Тротула“. За разлику од широке популарности текстова Тротуле — који се налазе у скоро 140 сачуваних копија латинских оригинала и око 60 примерака превода на народне језике — аутентична Тротина дела су опстала у само неколико примерака. Отуда је у модерној науци кључно одвојити историјску жену Троту од судбине текстова Тротуле, јер су њихов историјски значај и утицај били прилично различити. Дебате о томе да ли је „Тротула” заиста постојала почеле су у 16. веку, делом произашле из инхерентних недоследности у састављеном делу које је кружило под „њеним” именом. Те дебате су се наставиле до каснијег 20. века, када су откриће Тротине Practica secundum Trotam („Практична медицина према Троти“) и филолошка анализа других радова повезаних са њом омогућили да се права историјска жена Трота види независно од текстуалне творевине "Тротула".

## Живот и дела
Не постоје независни биографски подаци о Троти из Салерна осим информација које се могу сакупити из списа повезаних са њом. Тај податак нам омогућава да је сместимо у прву половину 12. века. Поред тога, свеобухватна сагласност свих текстуалних сведока Тротиних списа и пракси, објављених 2007. године, омогућава процену пуног обима њеног рада. Вероватно је написала више него што се може документовати од стране постојећих сведока. У 12. и 15. веку, Тротини текстови су више пута објављивани у разним градовима и имали су широку публику широм западне Европе упркос конкуренцији других текстова који су се фокусирали на гинекологију и здравље жена.
Такође је промовисала начине здравог и дугог живота. Заговарала је да се вежба, добра исхрана, живот са ниским стресом и чистоћа унесу у свакодневни живот. Тротула је писала о томе како да водите рачуна о личној хигијени и нези укључујући лекције о шминкању, отклањању натечености лица и очију, уклањању нежељених длачица са тела, посветљивању коже, сакривању флека и пега, прању зубе и отклањању лошег задаха, бојењу косе, депилирању воском, третирању испуцалих усана и десни.

### Practica secundum Trotam(Практична медицина према Троти)
Дело са којим је Трота најдиректније повезана као аутор је Practica secundum Trotam („Практична медицина према Троти“), која покрива низ различитих медицинских тема, од неплодности и менструалних поремећаја до уједа змије и козметике. Трота је била познати ауторитет у акушерству и позната бабица у Салерну. Иако су њени радови познати по практичним информацијама о гинекологији и акушерству, Трота је писала и о медицинским проблемима са којима се суочавају и мушкарци и жене. У својој практичној књизи медицине, Practica secundum Trotam, посветила је око три четвртине текста болестима које нису специфичне за жене, као што су унутрашње болести, грозница и ране. Ово илуструје да Трота није била ограничена на проблеме у гинекологији или акушерству када је лечила своје пацијенте.
Тротини списи укључивали су радикалне идеје које нису биле уобичајене у то време, тврдећи да су и мушкарци и жене одговорни за неуспех у зачећу. Ова смела изјава која је доводила у питање способност мушкарца да се репродукује изазвала је много контроверзи о њеном раду. Њен рад је такође укључивао разне савете о зачећу, менструацији, царским резовима и порођају. Већина њених текстова писана је за мушке докторе како би се едуковали о женском телу, јер су сва дела у то време писали мушкарци који нису имали искуства у лечењу жена и њихових здравствених проблема. Ови писани радови су коришћени вековима након што су објављени, јер су утрли пут предмодерном третману женских медицинских проблема.
Practica је први пут откривена 1985. од стране историчара Калифорнијског технолошког института Џона Ф. Бентона. Бентон је пронашао текст у једном мадридском рукопису вероватно написаном на самом почетку 13. века. Другу, делимичну копију текста открила је Моника Х. Грин у рукопису који се сада налази у Оксфорду. Пјеро Канталупо је 1995. објавио комплетну транскрипцију оригиналног латинског текста у мадридском рукопису; још увек није објављен комплетан превод на енглески.

### De curis mulierum(О третманима за жене)
Трота је такође ауторитативна фигура која стоји иза једног од три текста у такозваном Тротула ансамблу, зборнику радова о женској медицини који је сакупљен касније у 12. веку. Ово је текст познат као De curis mulierum („О третманима за жене“). Трота се не може с правом назвати „аутором“ овог текста, или бар не у оном облику у којем је сачуван, јер се она у тексту наводи у трећем лицу. Трота се појављује у анегдоти о младој жени која болује од ventositas matricis („ветар у материци“). Трота је позвана да лечи жену која је боловала од овог стања. У тексту је истакнуто да је „Трота позвана као да је мајстор“. Латинска реч за "master" овде је у женском облику, magistra, што је најубедљивији знак да је Трота имала друштвени статус упоредив са оним мушког мајстора - magistri.
Женска писменост није добро документована у јужној Италији у овом периоду, што поставља питање зашто је De curis mulierum уопште записан. Гринова проналази кључ за ово питање у три речи енглеског порекла које се налазе у најранијим копијама текста. De curis mulierum је можда написан, каже она, не за добробит локалних жена у Салерну, већ за публику у Енглеској која је била жељна да сазна о медицинској пракси у далеком Салерну. И Енглеска и јужна Италија биле су под норманском влашћу у овом тренутку, а пренос италијанских медицинских списаса југа у Нормандију и посебно Енглеску је добро документован у овом периоду. У ствари, рукопис у коме налазимо најранији примерак оригиналне верзије De curis mulierum — Оксфорд, Библиотека Бодлеана, из раног 13. века — изгледа да је написан и у Италији и у Енглеској.

## Углед и средњовековна судбина њених списа
Анегдота о Тротином излечењу младе жене са „ветром“ у утроби већ је показатељ славе коју је уживала у сопственој заједници. Упоређивање са мушким магистром медицине у називу "magistra operis" било је значајно достигнуће, посебно зато што је женски облик магистра једва да је уопште документован у овом периоду. Даљи докази о исцелитељки Троти, међутим, још нису пронађени у документима из Салерна. Ниједан мушки медицински писац из тог периода је не наводи по имену, и иако се многе жене по имену Трота (или „Трокта“) помињу у салернитанским документима, немогуће је идентификовати ову конкретну Троту са било којом од њих. Трота, са своје стране, помиње пар својих мушких савременика. У делу О треатманима за жене, постоје две референце на салернитанског лекара Кофоа. Поред тога, чини се да Трота приписује "златну маст" за лечење лезија пениса мајстору Фераријусу. Трота је, дакле, имала свест о стваралаштву својих мушких савременика, па је приметно да они не узвраћају. Неколико мушких писаца помиње праксе mulieres Salernitane („жена Салерна“) као недиференциране групе које изгледа само повремено обухватају врсте терапија које је Трота практиковала.

### Дама Троте
Трајни запис о њеној слави лакше је пронаћи у северној Европи. Англо-нормански козметички текст из тринаестог века, Ornatus mulierum (О украсу жена), помиње „Даму Троте” дванаест пута. Заиста, ауторка заправо тврди да је студирала са Тротом, и она је једина жена која је по имену наведена као извор информација. Као што је Гринова сугерисала, Тротино међународно поштовање је можда довело до стварања Третмана за жене, који, као што је горе наведено, показује знаке да га је сакупио посетилац Салерна који је говорио енглески.

### Codex Salernitanus
Тротин статус медицинског аутора најупечатљивије је документован делом пронађеним на јединствен начин у рукопису из касног 12. века, Codex Salernitanus, који се чувао у градској библиотеци пољског града Вроцлава. Нејасно је како је рукопис стигао у Пољску, јер се чини (на основу рукописа његових писара) да је написан у Француској. Библиотека у Вроцлаву уништена је у бомбардовању током Другог светског рата, али велики делови су објављени у претходном веку. Рукопис садржи дело под називом De egritudinum curatione, О лечењу болести. Дело је компилација терапија од седам писаца из Салерна, идентификованих у маргиналним белешкама као што је „М.Ц.“ за магистер Кофо („мајстор Кофо“). Сада знамо да одломке који се приписују имену скраћеном као "Трот" треба признати као дело Троте од Салерна. У ствари, вероватно је она била одговорна за додатне пасусе у тексту који нису имали атрибуцију.
Чини се да De egritudinum curatione из Салерна никада више није копиран након што је Codex Salernitanus састављен, нити је Codex Salernitanus добила велики тираж. Отуда је избледело познавање Троте изван онога што је сачувано у текстовима Тротуле. У неком тренутку у тринаестом веку, изгубљено је памћење да је "Трота" било право име жене, а писари су почели да убацују "Тротула" у пасус који описује Тротин лек у Третманима за жене. Истовремено, предање о „Тротули” као „стручњаку за женска питања” наставило је да расте, што позитивно утиче на све већу важност извора Тротулиних текстова за знање о женској медицини.

### Брисање жене Троте
Дела Тротуле пала су у руке Георга Краута 1544. године, који је преуредио три саставна текста тако да изгледају као да их је написала једна особа. Такође је уклонио помињање уобичајених имена после трећег века, што је навело будуће читаоце и издаваче да претпоставе да је реч о древном тексту. Касније, у шеснаестом веку, Каспер Волф, који је био следећи уредник Тротуле, променио је име из Тротула у Ерос (мушко име) и уредио вербални облик из женског у мушки како би се сложио са променом имена. Тиме је текст лажно акредитован мушкарцу и сместио га у антички период, доприносећи брисању жене ауторке у средњем веку. Током учења о Тротули, историчари, истраживачи и филолози су одбацивали њено ауторство, пол и медицинско знање по разним основама. На пример, 1773. Грунер је одбацио Тротино могуће ауторство текстова јер је она поменута у тексту, а не конкретно као аутор; уместо тога, он је о аутору говорио као о непознатом мушкарцу. Често се временски период, пол, атрибуција аутора и/или Тротин ниво образовања умањује, унапређује или одбацује на основу пристрасности научника или сврхе њиховог истраживања.
Иако се Трота не повезује често са Хилдегардом од Бингена, другом женском ауторком и практичарком медицине у 12. веку, у академском писању, Гринова повлачи паралеле између њихових живота и будућности њихових текстова. Прво, обе жене су биле познате по свом ауторитету у одређеним медицинским предметима током и после свог времена. Касније, посебно у периоду ренесансе и модерног доба, њихова дела су проучавали историчари, филолози и лекари, који су често доводили у питање легитимност или доприносили брисању њиховог ауторства или медицинског знања.

### „Трота” у копијиDe curis mulierum
Недавно је откривен један веома интересантан изузетак од овог општег брисања историјске Троте. Каталонска историчарка медицине, Монсерат Кабре и Паирет, открила је делимичан каталонски превод De curis mulierum из 15. века, једини од три Тротула текста који је сачувао оригинално учење Троте. Писар рукописа (који је можда био хирург који је копирао текст за сопствене потребе) очигледно је упоредио превод на каталонски са копијом оригиналног латинског De curis mulierum коју су пронашли, бележећи да се, на оригиналном латинском, маестра звао Трота „на латинском“.
Свеукупно признање историјске Троте готово је нестало до краја средњег века. То је довело до контроверзи о ауторству Тротуле, који је усмеравао медицинске науке на текстове у наредних 400 година, почевши од шеснаестог века.

## Поновно откриће у 20. и 21. веку
Codex Salernitanus, велика збирка салернитанских текстова, први пут је представљена савременим научницима 1837. године, а текст De egritudinum curatione —О лечењу болести — први пут је објављен две деценије касније. Почетком 20. века, лајпцишки историчар медицине, Карл Судхоф, упослио је низ студената медицине да уређују (или преуређују) различите текстове из Codex Salernitanus-а. Године 1921, Конрад Хирсеман је одлучио да поново уреди делове De egritudinum curatione који се приписују „Троту“. Хирсеман је претпоставио да је име мушког рода, па га је проширио на "Тротус". Ово брисање ауторке Троте није доведено у питање све до 1985. године, када је Џон Ф. Бентон, историчар са Калифорнијског технолошког института, открио Practica secundum Trotam, текст у рукопису у Мадриду. Бентон је схватио да се Practica вишеструко преклапа са терапијама које се приписују „Троту“ у De egritudinum curatione. Тако је успео да извуче историјску жену Троту из заборава у који је пала 800 година.
Међутим, Бентон је истрајао у свом уверењу да су текстови Тротуле — за које је доказао да су првобитно дело три одвојена писца из 12. века — сви мушки аутори и да немају никакве везе са правом Тротом. Оно што Бентон није схватио је да се Practica secundum Trotam такође вишеструко преклапа са другим од три Тротула текста, De curis mulierum (О третманима за жене). То откриће је направила Моника Х. Грин, историчарка средњевековне женске медицине. Године 2007. Гринова је успоставила преклапања и паралеле између сва четири текста који сведоче о било ком делу Тротиног дела: De egritudinum curatione из Салерна; Practica secundum Trotam; De curis mulierum; и одређене козметичке праксе које се приписују „Дами Троте” у англо-норманском козметичком тексту. Заједно, ови радови сугеришу да се Тротина вештина проширила на већину области медицинске праксе, осим опште хирургије.
Гринова, међутим, није била оптимиста о томе шта овај прикупљени доказ за Троту има да каже о статусу жена у медицини у Салерну из 12. века. Она види Троту на самој ивици писмених традиција у медицини: Трота не цитира никакве ауторитативне изворе (попут Хипократа или Галена), а мало је физиолошке теорије или објашњења узрока болести. Гринова закључује |publisher="Трота је успела да успостави свој статус "на форуму" као емпириста. Али као теоретичарка која је могла да пренесе доктрине (формална учења) студентима, она није имала никакав утицај." Заиста, Гринова види причу о Троти као симбол маргиналног статуса жена у променљивим сферама интелектуалног живота у Европи у 12. веку, када су универзитети први пут завладали. Имамо доказе о другим женама лекарима у јужној Италији у вековима после Троте. Међутим, ни за једну од ових жена није познато да је аутор медицинских текстова.